# Alien Resurrection (jeu vidéo)
Pour les articles homonymes, voir Alien et Résurrection (homonymie).
Alien Resurrection est un jeu vidéo sorti sur PlayStation. Le jeu reprend l'univers du film de 1997, Alien, la résurrection, de Jean-Pierre Jeunet et prend la forme d'un jeu de tir à la première personne.
Le jeu reprend de nombreux détails du film (notamment dans les armes et décors) et permet d'incarner différents personnages : Ripley 8, Call, Di Stephano et Christie.
Un portage du jeu sur Dreamcast a été annulé.

## Développement
La pré-production d'Alien Resurrection commence au début de l'année 1996. À l'origine, le jeu était un jeu d'horreur de survie à la troisième personne, similaire au jeu original Resident Evil. Le jeu devait être publié par Fox Interactive et Argonaut Games pour la PlayStation (il était aussi question du Sega Saturn, de la Nintendo 64 et de Microsoft Windows) à la fin du film en 1997. Cependant, ce jeu a été abandonné et Argonaut Games a relancé le développement à partir de zéro en tant que jeu de tir à la première personne pour PlayStation et PC.
Après une série de retards, le jeu est finalement sorti en exclusivité pour la Sony PlayStation en 2000 (le 10 octobre aux États-Unis et le 1er décembre en Europe), trois ans après le lancement du film dans les salles. Des versions du jeu pour PC et Dreamcast étaient prévues, mais abandonnées en raison des faibles ventes et de mauvaises critiques du jeu PlayStation.

## Système de jeu
Le jeu est un jeu de tir à la première personne (FPS) avec des éléments d'horreur de survie. Il se compose de dix niveaux, les neuf premiers ayant lieu dans l'USM Auriga infesté de Xénomorphes, le dernier à bord du navire de mercenaires Betty.
Le joueur utilise quatre personnages différents du film. Ripley est le principal personnage jouable pour la majorité des niveaux du jeu, tandis que Call, DiStephano et Christie ont chacun leur propre niveau. Chaque personnage a son propre équipement spécial. Certains joueurs ont des armes différentes. La sélection comprend un fusil laser, un fusil à canon double, un lance-grenades, une carabine à chocs, un lance-flammes et un lance-roquettes.
Le joueur doit effectuer différentes tâches pour progresser dans le jeu. Celles-ci incluent la destruction des clones et l’éjection des capsules d’échappement en surchauffe.
En plus des extraterrestres traditionnels, le joueur doit également faire face aux marines et aux tristement célèbres (si le joueur est implanté avec un extraterrestre, il doit suivre un dispositif pour l'enlever, ou la créature éclot et la partie se termine), plus tard. combattre des créatures telles que la reine extraterrestre et le nouveau-né.